# Hirtshals Fyr
Hirtshals fyr er et fyrtårn ved Hirtshals. Det blev opført i 1863 i en
senklassicistisk stil med N.S. Nebelong som arkitekt og C.F. Grove som ingeniør.
Fyrets flammehøjde er 57 meter, selve tårnet er 35 meter højt. Fyrtypen er anduvningsfyr. Fyrkarakteren er: Fast hvidt lys med et kraftigt blink hvert 30. sekund. Der er 144 trin til udsigtsbalkonen.
Anlægget er sammensat af fyrtårnet, to korridorbygninger, der forbinder fyret med de to funktionærbygninger, et udhus (1863), et maskinhus (1914) og et sirenehus (1958?). Bygningerne er opført i hvidmalet grundmur. Tårnet står på granitsokkel, mens de øvrige bygninger står på sortmalet muret fundament. De to små korridorbygninger fremstår opført i granitsten mod gården og beton mod havet.
Selve fyrtårnet er rundt og afsluttes af en kobberbeklædt lanterne. Tårnet prydes af kong Frederik 7.s monogram og årstallet for opførelsen. Omgangens gelænder er nyt. Døre og vinduer er fornyet. Ved opførelsen havde fyret fast linseapparat og roterende forstærkerprismer. 1914 blev tårnet konverteret fast fyr med blink og petroleums-glødenetbrænder. Fyret blev elektrificeret i 1939.
De enetages funktionærboliger dækkes af eternitskifer beklædte saddeltage med kviste. Murene opdeles af lisener. Huset mod nord var tiltænkt fyrmesteren og 1. assistenten, mens huset mod syd blev beboet af 2. og 3. assistenten. Nordbygningens midterfag er prydet af et tilbagetrukket felt, der afsluttes af et rundbueformet savstik.
Hirtshals fyr spiller en vigtig rolle i TV2s familiejulekalender 2013 "Tvillingerne og Julemanden".

## Atlantvolden
Skjult i klitterne omkring fyrtårnet findes en del bunkers, et helt fort bygget af tyskerne som en del af Atlantvolden under 2. verdenskrig. Vendsyssel Historiske Museum forestår formidlingen af anlægget, . Området ejes af Hirtshals Fyrfond og hedder i dag Bunkermuseet.

## Galleri
- Klitterne nedenfor fyret skjuler et fort bygget under 2. verdenskrig af tyskerne.
- Hirtshals Fyr i storm set fra Norgesfærgen
- Natbillede af Hirtshals fyr
- Udsigt fra fyret ind over Hirtshals